# Улисс (Канзас)
Улисс, Юлиссес (англ. Ulysses) — город в округе Грант штата Канзас, США. Является окружным центром.
Назван в честь 18-го президента Соединенных Штатов — Улисса Гранта.
Население — 6161 человек (2010).

## География
Согласно данным Бюро переписи населения США, город имеет площадь 3,26 квадратных миль (8,44 км²), из которых 3,18 квадратных миль (8,24 км²) — земная поверхность и 0,08 квадратных миль (0,21 км²) — водная.

## История
Был основан в июне 1885 года. Первоначально располагался примерно в двух милях к востоку от нынешнего его местоположения и поначалу переживал бурное развитие. Спустя примерно шесть недель в городе стала издаваться первая газета The Grant County Register. В августе 1893 года Улисс имел уже две еженедельные газеты — The Ulysses Tribune и The Grant County Republican. К этому времени в городе насчитывалось порядка 1500 жителей, были построены четыре гостиницы, шесть игорных домов, более двадцати ресторанов и салунов, школа, церковь и даже оперный театр.

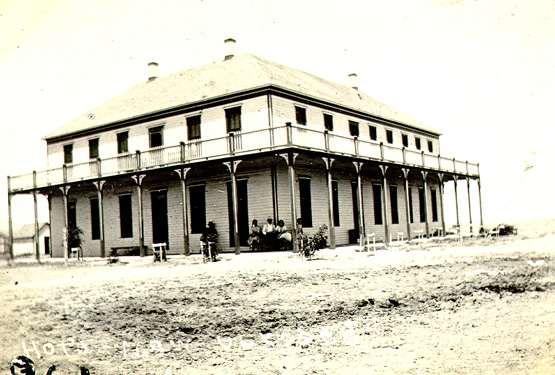
Отель Edwards после переноса в Новый Улисс

В конце 1890-х годов из-за засухи, город стал угасать. К началу 1900-х годов Улисс был последним уцелевшим городом в округе Грант, а к 1906 году Улисс столкнулся с такими трудностями, что из цветущего города превратился в деревушку, где проживало около 40 человек. На город легли большие долги, вызванные выпущенными ранее облигациями.
Чтобы избежать окончательного банкротства, в феврале 1909 года основатели города решили купить землю в нескольких километрах западнее существующего Улисса и перенести город на это новое место, назвав его Новый Улисс. Переезд занял несколько месяцев, в течение которых были перевезены жилые дома оставшихся горожан, их хозяйственные постройки, а также многие крупные здания, включая самый большой отель и оперный дом. Для перемещения использовались специальные полозья и вагоны перевозимые лошадьми. Переезд был завершен в июне 1909 года.

## Демография
По данным переписи населения США в 2010 году численность населения составляла 6161 человек, в городе насчитывалось 2140 домохозяйств и 1618 семей. Плотность населения 748 человек на км². Плотность размещения жилых домов — 278,6 на км². Расовый состав: 78,7 % белые, 0,4 % азиаты, 0,7 % чернокожие, 1,4 % коренных американцев, 16,1 % другие расы, 2,6 % потомки двух и более рас.
Имелось 2140 домашних хозяйств, из которых 42,5 % имели детей в возрасте до 18 лет проживающих с ними, 60,9 % — совместно проживающие супружеские пары, 9,5 % — матери-одиночки, 5,2 % одинокие мужчины, 24,4 % не имели семьи. 21,8 % всех домохозяйств состояли из отдельных лиц и 8,1 % из них одинокие люди 65 лет и старше. Средний размер домохозяйства 2,84, а средний размер семьи 3,32.
Средний возраст граждан города был 32,4 года. 31,6 % жителей были моложе 18 лет; 8,7 % были в возрасте от 18 до 24 лет; 25,1 % были от 25 до 44; 24 % были от 45 до 64; и 10,7 % были в возрасте 65 лет или старше. Гендерный состав города: 50,6 % мужчин и 49,4 % женщин.
По состоянию на 2000 год в городе проживало 5960 человек. Медианный доход на одно домашнее хозяйство в городе составлял $42675, доход на семью $47734. У мужчин средний доход $36688, а у женщин $22017. Средний доход на душу населения $17079. 6,7 % семей или 10,2 % населения находились ниже порога бедности, в том числе 14,3 % молодёжи младше 18 лет и 9 % взрослых в возрасте старше 65 лет.